# Kangur zachodni
Kangur zachodni (Notamacropus irma) – gatunek ssaka z podrodziny kangura (Macropodinae) w obrębie rodziny kangurowatych (Macropodidae) występujący w rejonie południowo-zachodniego wybrzeża Australii Zachodniej. Kangur zachodni ma futro koloru szarego z białym zabarwieniem dookoła pyska, przednich i tylnych łap. Jest to dzienny kangur odżywiający się głównie trawą.
Największym zagrożeniem dla tego gatunku jest introdukowany lis rudy (Vulpes vulpes). Kangur zachodni uznany jest przez IUCN jako gatunek najmniejszej troski, jako że pozostaje dość szeroko rozprzestrzeniony, a liczebność jego populacji jest uznawana za stabilną lub wzrastającą, co jest efektem programu kontroli lisów.

## Taksonomia
Gatunek po raz pierwszy zgodnie z zasadami nazewnictwa binominalnego opisał w 1837 roku francuski zoolog i paleontolog Claude Jourdan nadając mu nazwę Halmaturus irma. Miejsce typowe to Rzeka Łabędzia (w oryg. „mieszka nad brzegiem rzeki Łabędzia, na wybrzeżu Leuwin (Australazja)” (fr. habite les bords de la rivière des Cygnes, sur les cotes de Leuwin (Australasie).), południowo-zachodnia Australia Zachodnia, Australia. Holotyp to zamontowana skóra i czaszka młodocianej samicy (sygnatura MNHN 1849-299) z kolekcji Muzeum Historii Naturalnej w Paryżu); okaz typowy został zebrany przez Jourdana, po czym następnie sprzedany Frédéricowi Cuvierowi; holotyp do Muzeum dotarł w czerwcu 1846 roku.
Znany jest również pod nazwą Kwoora. Kangur zachodni należy do rzędu dwuprzodozębowców, którego przedstawicielami są torbacze z jedną tylko parą siekaczy w dolnej szczęce (chociaż druga, niefunkcjonalna para może być obecna), trzema parami górnych siekaczy, i bez dolnych kłów. Wszystkie te cechy szczególne uzębienia są przystosowaniem do roślinożerności. Kangur zachodni należy do podrzędu Phalangerida, nadrodziny Macropodoidea i rodzaju Notamacropus. Jest przedstawicielem najliczniejszej rodziny torbaczy, kangurowatych, które prawdopodobnie pochodzą z nadrzewnych przodków i wtórnie stały się zwierzętami naziemnymi.
Autorzy Illustrated Checklist of the Mammals of the World traktują ten takson jako gatunek monotypowy.

### Etymologia
- Notamacropus: gr. νοτος notos „południe”; rodzaj Macropus Shaw, 1790 (kangur)[12].
- irma: nie jest znany powód dlaczego Jourdan wybrał tę nazwę jako epitet gatunkowy, ponieważ w swoim opisie nie wspomina on o osobie o imieniu Irma. Imię Irma oznacza „cały” lub „kompletny” i nie jest jasne, czy to znaczenie ma jakiekolwiek zastosowanie w epitecie gatunkowym[13].

## Rozmieszczenie i środowisko
Kangur zachodni występuje w południowo-zachodnia Australii Zachodniej od północy Kalbarri do Cape Arid, szczególnie skupiając się przy Rzece Łabędziej. Jest obecny na obszarach mallee i wrzosowisk, a czasami także w mokrych wiecznie zielonych lasach twardolistnych. Nie występuje w lasach Karri z powodu gęstego podszytu lasu. Preferuje otwarte, wysokie lasy w których może swobodnie się paść. Lubi zwłaszcza otwarte, sezonowo wilgotne tereny płaskie z niską trawą i karłowatymi krzewami. Ten typ środowiska umożliwia zwierzęciu szybki ruch, jako że porusza się ono nisko przy ziemi.

## Morfologia
Ubarwienie kangura zachodniego przypomina to u większych kangurów tego regionu. Długość ciała (bez ogona) około 120 cm, długość ogona 54–97 cm; masa ciała 7–9 kg. Ma on szare umaszczenie, z wyraźnym białym paskiem na pysku. Inne cechy charakterystyczne to biało-czarne uszy, czarne stopy i łapy, i kępka czarnych włosów na ogonie. Rozmiary ciała samca i samicy są podobne.

## Zachowanie
Niewiele wiadomo o zachowaniach kangura zachodniego, jednak większość jego zachowań jest zgodna z zachowaniami innych członków rodziny kangurowatych.

### Pożywienie
Kangur zachodni jest roślinożerny, choć istnieje spór na temat tego, czy odżywia się on głównie liśćmi, czy głównie trawą, jako że nie przeprowadzono jeszcze na ten temat szerszych badań. Jest to zwierzę dzienne, co jest nietypowe dla kangurów, i jest aktywny o świcie i zmierzchu. Odpoczywa podczas najgorętszej części dnia i w nocy, samotnie lub w parach, chroniąc się w krzakach lub zaroślach. Spożywa on większość gatunków roślin, z Carpobrotus edulis, cynodon palczasty (Cynodon dactylon) i nujcja (Nuytsia floribunda) jako głównymi składnikami diety. Według jednego ze źródeł dieta kangura zachodniego składa się w 79-88 proc. z liści niskich krzewów, 3-17 proc. z trawy i turzyc, i 1-7 proc. z innych roślin. Żołądek jest podzielony na cztery przedziały w których mikroorganizmy przeprowadzają fermentację włóknistego pokarmu roślinnego. Wydają się one być zdolne do przeżycia bez wody.

### Rozród
Pomimo dziesięcioleci badań odnośnie do zachowań rozrodczych kangura zachodniego, jego zwyczaje pozostają słabo poznane. Młode zazwyczaj rodzą się w kwietniu i maju. Samice, jak u wszystkich torbaczy, mają dobrze rozwiniętą torbę zawierającą cztery sutki. Samica zazwyczaj rodzi jedno młode, rzadko dwa. Ciąża trwa od trzech do pięciu tygodni. Po urodzeniu młodych, okres karmienia trwa siedem miesięcy, aż do października lub listopada. Po opuszczeniu torby młode jeszcze czasami wsadza do niej głowę aby przyssać się do sutka.

### Poruszanie się
Tak jak inni członkowie rodziny kangurowatych, kangur zachodni posiada potężne kończyny tylne i długie stopy. Porusza się szybkimi skokami, z opuszczoną głową i wyprostowanym ogonem.
Tak jak jamrajokształtne, posiada on zrośnięty drugi i trzeci palec tylnej łapy, oprócz końcówki, na której znajduje się para smukłych pazurów. Podczas poruszania się powoli kangury używają ogona jako dodatkowej kończyny, co oznacza, że przesuwają środek ciężkości ciała na przednie kończyny i skierowany w dół ogon, podczas gdy tylne kończyny przesuwają się do przodu. Podczas szybkiego ruchu czwarty palec stopy, który jest najdłuższy i najsilniejszy, jest zrównany z osią stopy i gra ważną rolę w poruszaniu się skokami, podczas gdy ogon służy do utrzymania równowagi. Tylne nogi nie mogą poruszać się do tyłu, ani niezależnie od siebie (z wyjątkiem pływania lub gdy zwierzę leży na boku), co wpływa na większą wydajność energetyczną skoków. Przednie kończyny kangurów są małe i słabo rozwinięte.

## Populacja i stan ochrony
W Czerwonej księdze gatunków zagrożonych Międzynarodowej Unii Ochrony Przyrody i Jej Zasobów został zaliczony do kategorii LC (ang. least concern ‘najmniejszej troski’).
Przed osiedleniem się Europejczyków w Zachodniej Australii kangur zachodni występował pospolicie. Niedługo po osiedleniu się Europejczyków rozpoczęto handel komercyjny skórami kangurów.
Gatunki introdukowane miały ogromny wpływ na Australię, jako że jest ona, w terminologii ekologicznej, wyspą a nie kontynentem, a wyspy doświadczają nieporównywalnie dużego tempa wymierania gatunków. W latach 70. XX wieku liczebność populacji kangura zachodniego zaczęła maleć, podczas gdy liczebność lisa rudego drastycznie wzrosła. Lisy polowały zwłaszcza na młode, które niedawno opuściły torbę matki. Według badań przeprowadzonych w 1970 w Jarrah Forest na terenie Darling Range na 100 kilometrów kwadratowych przypadało dziesięć osobników; kolejne badania przeprowadzone w 1990 wykazały, że liczebność populacji spadła do jednego na każde 100 kilometrów kwadratowych. Populacja kangura szarego, którego rozmiary ciała są większe, również była wtedy monitorowana; jej liczebność nie zmieniła się.
Pionierska praca Kinnear w latach 90. XX wieku zapewniła Departamentowi Środowiska Australii Zachodniej efektywną metodę kontroli lisów przy użyciu przynęt z mięsa i jaj zawierających środek o nazwie 1080, toksynę bezpieczną dla środowiska. Jego metoda okazała się skuteczna i włożyła znaczny wkład w odtworzenie populacji kangura zachodniego. Obecnie liczy ona około 100 000 osobników. Z powodu odtworzenia się populacji, kangur zachodni został przeniesiony przez IUCN z kategorii bliski zagrożenia do kategorii najmniejszej troski.
Chociaż kontrola liczebności lisów pomogła populacji kangura zachodniego się ustabilizować, z powodu niszczenia środowisk pod pola uprawne jego populacja jest wciąż pofragmentowana, a jej zasięg znacznie zmniejszony.